# Chrudimi járás

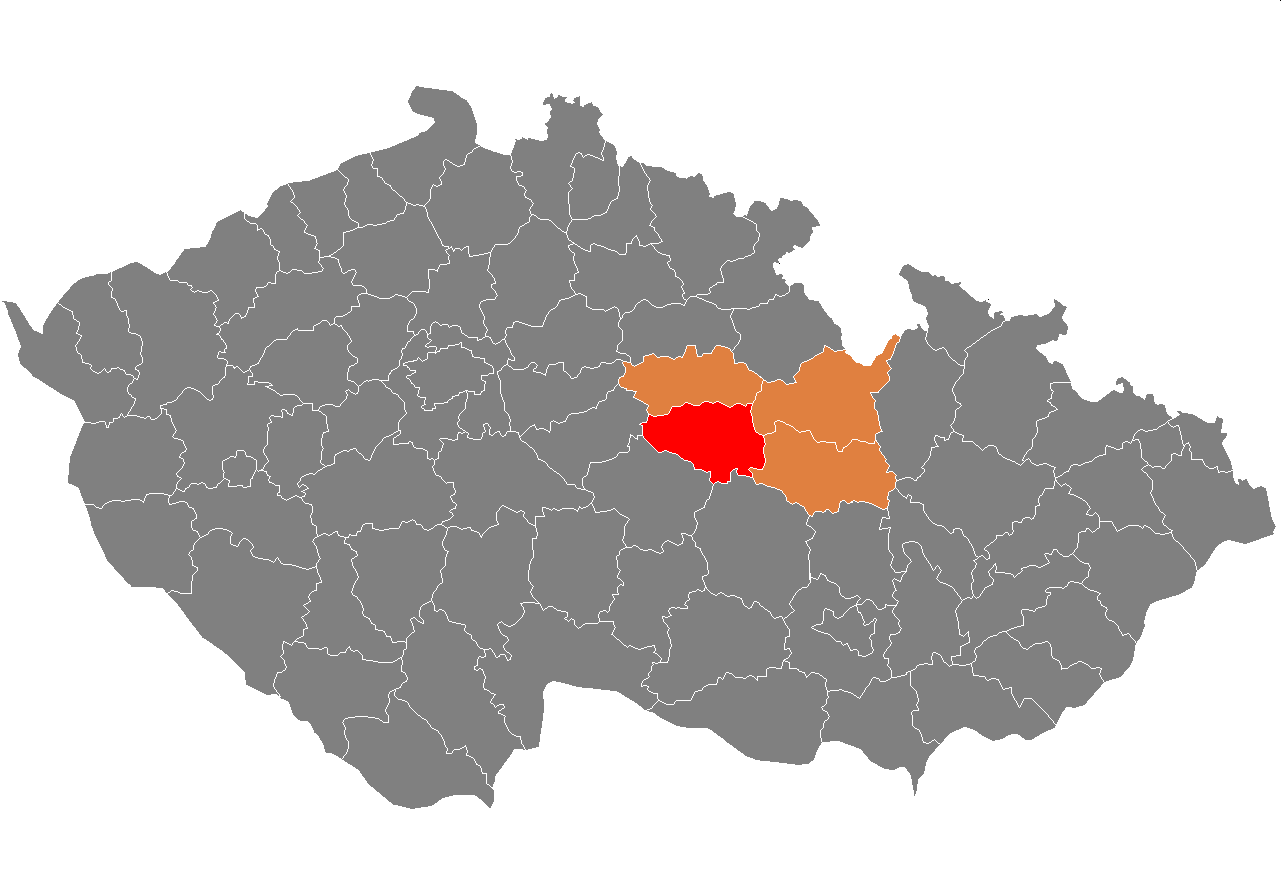
A Chrudimi járás

A Chrudimi járás (csehül: Okres Chrudim) közigazgatási egység Csehország Pardubicei kerületében. Székhelye Chrudim. Lakosainak száma 105 247 fő (2009). Területe 992,62 km².

## Városai, mezővárosai és községei
A városok félkövér, a mezővárosok dőlt, a községek álló betűkkel szerepelnek a felsorolásban.
Běstvina •
Biskupice •
Bítovany •
Bojanov •
Bor u Skutče •
Bořice •
Bousov •
Bylany •
Čankovice •
České Lhotice •
Chrast •
Chroustovice •
Chrudim •
Ctětín •
Dědová •
Dolní Bezděkov •
Dřenice •
Dvakačovice •
Hamry •
Heřmanův Městec •
Hlinsko •
Hluboká •
Hodonín •
Holetín •
Honbice •
Horka •
Horní Bradlo •
Hošťalovice •
Hrochův Týnec •
Hroubovice •
Jeníkov •
Jenišovice •
Kameničky •
Kladno •
Klešice •
Kněžice •
Kočí •
Kostelec u Heřmanova Městce •
Krásné •
Křižanovice •
Krouna •
Lány •
Leštinka •
Libkov •
Liboměřice •
Licibořice •
Lipovec •
Lozice •
Lukavice •
Luže •
Míčov-Sušice •
Miřetice •
Mladoňovice •
Morašice •
Mrákotín •
Nabočany •
Načešice •
Nasavrky •
Orel •
Ostrov •
Otradov •
Perálec •
Podhořany u Ronova •
Pokřikov •
Prachovice •
Předhradí •
Přestavlky •
Proseč •
Prosetín •
Rabštejnská Lhota •
Raná •
Řestoky •
Ronov nad Doubravou •
Rosice •
Rozhovice •
Seč •
Skuteč •
Slatiňany •
Smrček •
Sobětuchy •
Stolany •
Střemošice •
Studnice •
Svídnice •
Svratouch •
Tisovec •
Třemošnice •
Trhová Kamenice •
Třibřichy •
Trojovice •
Tuněchody •
Úherčice •
Úhřetice •
Vápenný Podol •
Včelákov •
Vejvanovice •
Vítanov •
Vojtěchov •
Vortová •
Vrbatův Kostelec •
Všeradov •
Vysočina •
Vyžice •
Zaječice •
Zájezdec •
Zderaz •
Žlebské Chvalovice •
Žumberk

## Fordítás
- Ez a szócikk részben vagy egészben  a   Chrudim District című angol Wikipédia-szócikk ezen változatának fordításán alapul.  Az eredeti cikk szerkesztőit annak laptörténete sorolja fel. Ez a jelzés csupán a megfogalmazás eredetét és a szerzői jogokat jelzi, nem szolgál a cikkben szereplő információk forrásmegjelöléseként.
- Ez a szócikk részben vagy egészben  az   Okres Chrudim című cseh Wikipédia-szócikk ezen változatának fordításán alapul.  Az eredeti cikk szerkesztőit annak laptörténete sorolja fel. Ez a jelzés csupán a megfogalmazás eredetét és a szerzői jogokat jelzi, nem szolgál a cikkben szereplő információk forrásmegjelöléseként.